# 性格と病気
性格と病気（せいかくとびょうき）では、人の性格が、様々な疾病との因果関係があることが多くの調査・研究によって判明していることに鑑み、これまでの研究成果をまとめた。

## 概要
東洋医学では、古来、心と体に深い関わりがあること、すなわち性格と病気の間には深い関連性があることは常識と考えられて来た。漢方でも、アーユルヴェーダでも、「心穏やかに過ごすことが健康長寿の秘訣」と唱えられている。西洋医学で性格と病気の罹りやすさや寿命との関係を探った研究では、タイプA行動と心筋梗塞など心血管系の疾患の発症率を調べた研究がある。「タイプA」行動とは、競争心が強く他者に対して敵意を持ちやすい性格、いわば「切れやすい」性格で、「切れやすい」人は、同時に心臓や脳の血管も「切れやすい」のである。ドイツの学者ハンス・アイゼンクは「情緒が安定しているか不安定か」と「外向的か内向的か」の2つの軸を元に、ギリシア時代にガレノスが提唱した4つの性格「憂うつ質、胆汁質、多血質、粘液質」に対応させた。この見解に基づき、東北大学大学院医学系研究科公衆衛生学教授の辻一郎は、同大学医学部長を長く務めた久道茂時代より、約5万人の大規模な前向き（コホート）調査研究を展開し、多数の論文発表がなされた。この研究室で行った5万人調査の結果や国内外の研究成果によって、性格と病気の関係性が裏付けられている。
また、一般的に、楽観的な人は治療効果がよく、悲観的な人は治療効果が悪い。楽観的な人は少し改善すると喜ぶため、気持ちも楽になるが、悲観的な人は完全に治ることを期待するため、多少の改善では喜ばないためと考えられている。
健康心理学は、心理学の知識を、心だけでなく体にも生かしていこうという観点から始められた新たな心理学の分野であるが、この分野でも人の性格が、がんや心臓病に関係することが分かり始めており、がん、心臓病（心筋梗塞や狭心症など）にかかりやすい性格傾向があることが判明した。

## 辻一郎の研究
辻によると、病気と性格の関係は以下のようなものであった。
肥満
外向的性格の人。さらにストレスで太る。肥満は伝染する。
がん
性格との明らかな関係はない。
心筋梗塞
出世意欲や競争心が強く、せっかちな人
認知症
中年期に無口で頑固、非社交的。
長寿の条件
男性
開放性 - 新しいことを受け入れる性向。
知的な好奇心が強く、芸術を好み、創造性に富み、環境の変化に適応できる。
女性
開放性に加えて外向性
社交的・活動的で派手好き。誠実性。几帳面で意志が強く、自らを律する傾向。

## 健康心理学
健康心理学では、特に欧米の研究によって、がん、心筋梗塞や狭心症などの心臓病にかかりやすい性格傾向があることが判明している。自分の感情を押さえ込みやすい人、乗り気ではない誘いを断りきれず付き合ってしまうなどの性格傾向はがんへの免疫力を低下させる。こうしたタイプの人々の血液の調査から、長期的な免疫力の低下の事実が判明した。例えば、がん細胞が発生しても、通常、免疫力が強ければ自然に増大を抑制できるが、免疫力が落ちていると増殖を抑えきれなくなる。すぐ病気になるとわけではなく、5年、10年という長期間にわたってがん発症のリスクは徐々に高くなっていくと考えられる。
うつになりやすい性格の研究では、「完璧主義」「几帳面」「ネガティブ思考」などストレスを強く感じやすい傾向が挙げられる。極度にも几帳面、真面目、完璧主義傾向の人は、自分の失敗に厳しく、その反動でうつになるリスクが高まると考えられる。楽観主義は心身の健康に良いと言われる。

## 統合失調症
近年では、多くの精神疾患に関し、病因の解明のみならず予防的観点から精神疾患の発達的病態が注目されているが、統合失調症では発達的病態がその有力な成因と考えられている。1946年にイギリスで開始された出生コホート研究で、統合失調症の発症に、初期発達の遅れ、協調運動不全・神経学的障害、運動機能・言語機能の低さ、学業成績不良、一人遊び、孤立的・自閉的、不適応行動・留年、陰性行動特徴（女子）、陽性行動特徴（男子）、対人場面での緊張、強い不安傾向、産科合併症などが関係していることが判明しているが、発症前に先行する発達過程で様々な兆候が出現していることが示唆されている。発症には「ストレス脆弱性モデル」が提唱され、もともとストレスに弱い素因を持っており、それに色々なストレスがかかることで発症するという仮説がある。また、一定の性格傾向があると言われており、おとなしい、素直、内気、控えめ、人と付き合うのが苦手、傷つきやすいなどの気質である。